# La Rochette (Ardèche)
La Rochette település Franciaországban, Ardèche megyében. Lakosainak száma 63 fő (2022. január 1.). La Rochette Borée, Chanéac, Saint-Clément, Chaudeyrolles és Les Estables községekkel határos.

## Népesség
A település népességének változása:
| Lakosok száma | 169  | 110  | 64   | 63   | 58   | 57   | 59   | 62   | 63   | 63   |
|               | 1968 | 1982 | 1990 | 2006 | 2013 | 2015 | 2017 | 2019 | 2020 | 2022 |